# Gordoservon

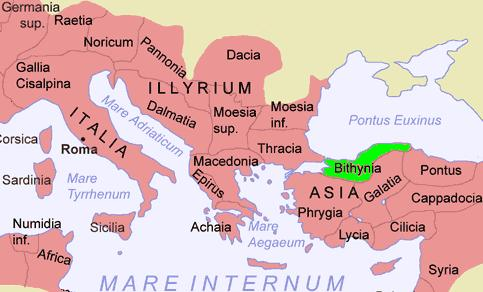
Bithynien in grün, die historische Landschaft, in der sich Gordoservon befand

Die Stadt Gordoservon (serbisch-kyrillisch Гордосервон oder Srbograd; mittelgriechisch Γορδόσερβον) in Bithynien war eine byzantinische Stadt, die von Serben bewohnt wurde. Der Name leitet sich von den Serben ab, die etwa 649 (oder 667) durch den byzantinischen Kaiser Konstans II. nach Kleinasien umgesiedelt wurden.  Die heutige türkische Stadt Bolu hieß früher Bithynion, was möglicherweise auf die geographische Lage von Gordoservon hinweist.
Isidor, der Bischof von Gordoservon, wird 680/681 erwähnt. Die Tatsache, dass dieser Ort der Sitz eines Bischofs war, lässt vermuten, dass es eine große serbische Bevölkerung beherbergte.
Eine Byzantinische Armee mit 30.000 Slawen (vorwiegend Serben aus Gordoservon) wurde von den Umayyaden im Jahr 692 in der Schlacht von Sebastopolis wegen verbreiteter serbischer Fahnenflucht geschlagen. Zur Flucht waren sie von Muhammad ibn Marwan überredet worden, der sie an ihre zwangsbedingte Entwurzelung und schlechte Behandlung durch den Kaiser erinnerte. Um das Jahr 1200 wird die Stadt 'Servochoria' (Serbisches Dorf) genannt.